# Dorfkirche Kittendorf

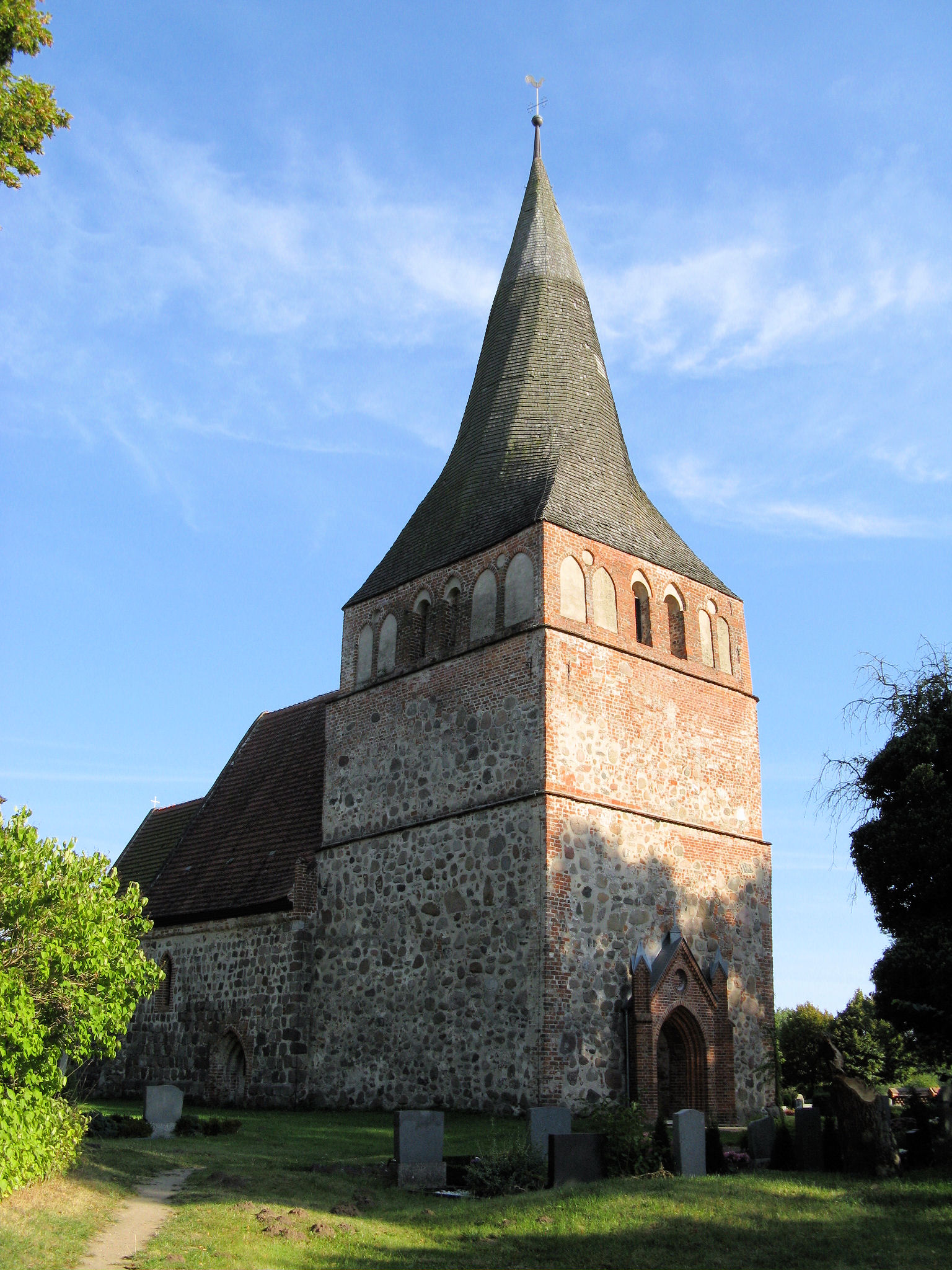
Dorfkirche Kittendorf

Die evangelische Dorfkirche Kittendorf ist eine frühgotische Feldsteinkirche in Kittendorf im Landkreis Mecklenburgische Seenplatte in Mecklenburg-Vorpommern. Sie gehört zur Kirchengemeinde Kittendorf in der Propstei Neustrelitz im Kirchenkreis Mecklenburg der Evangelisch-Lutherischen Kirche in Norddeutschland (Nordkirche).

## Geschichte und Architektur

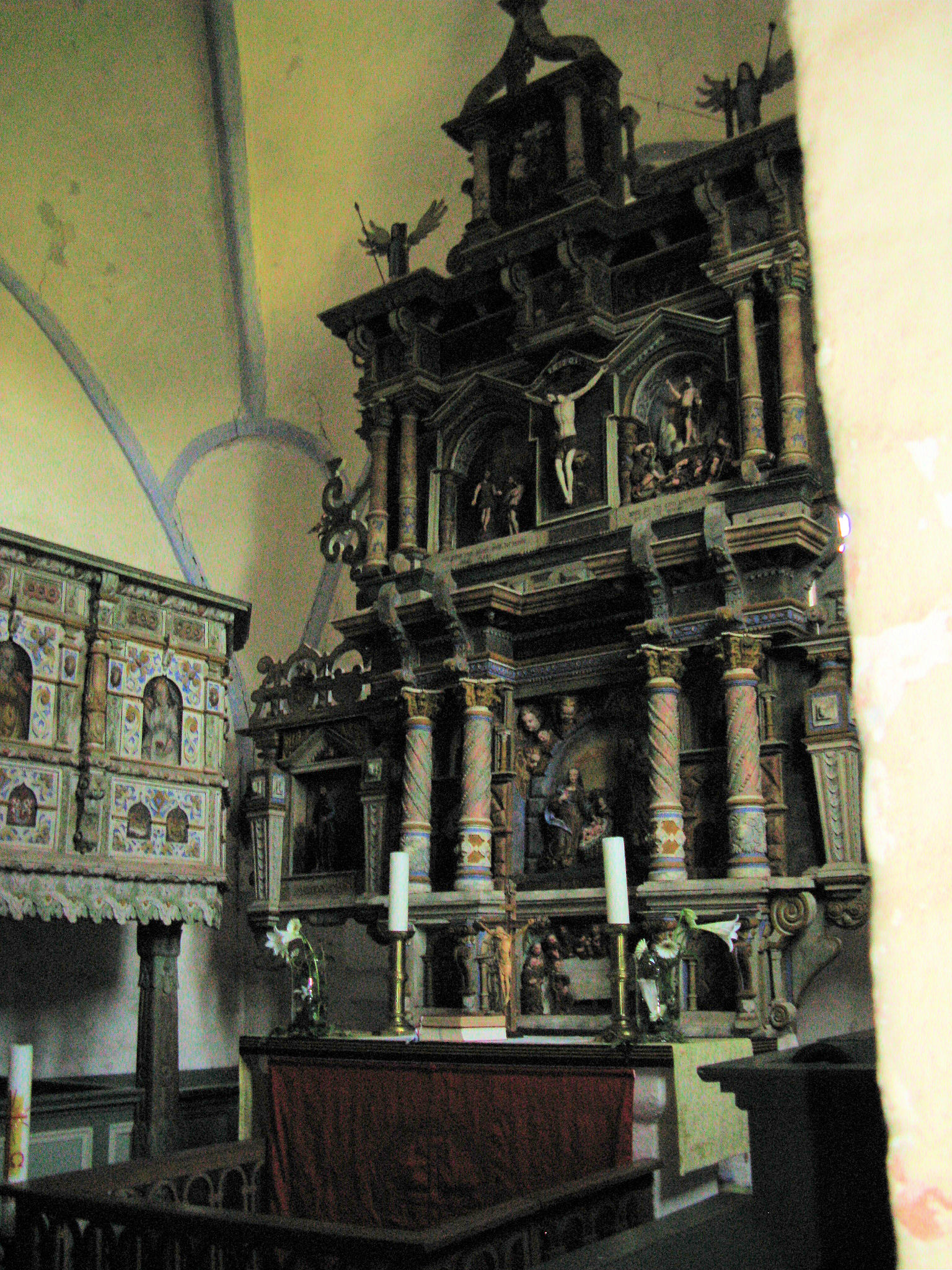
Altar im Stil der Renaissance

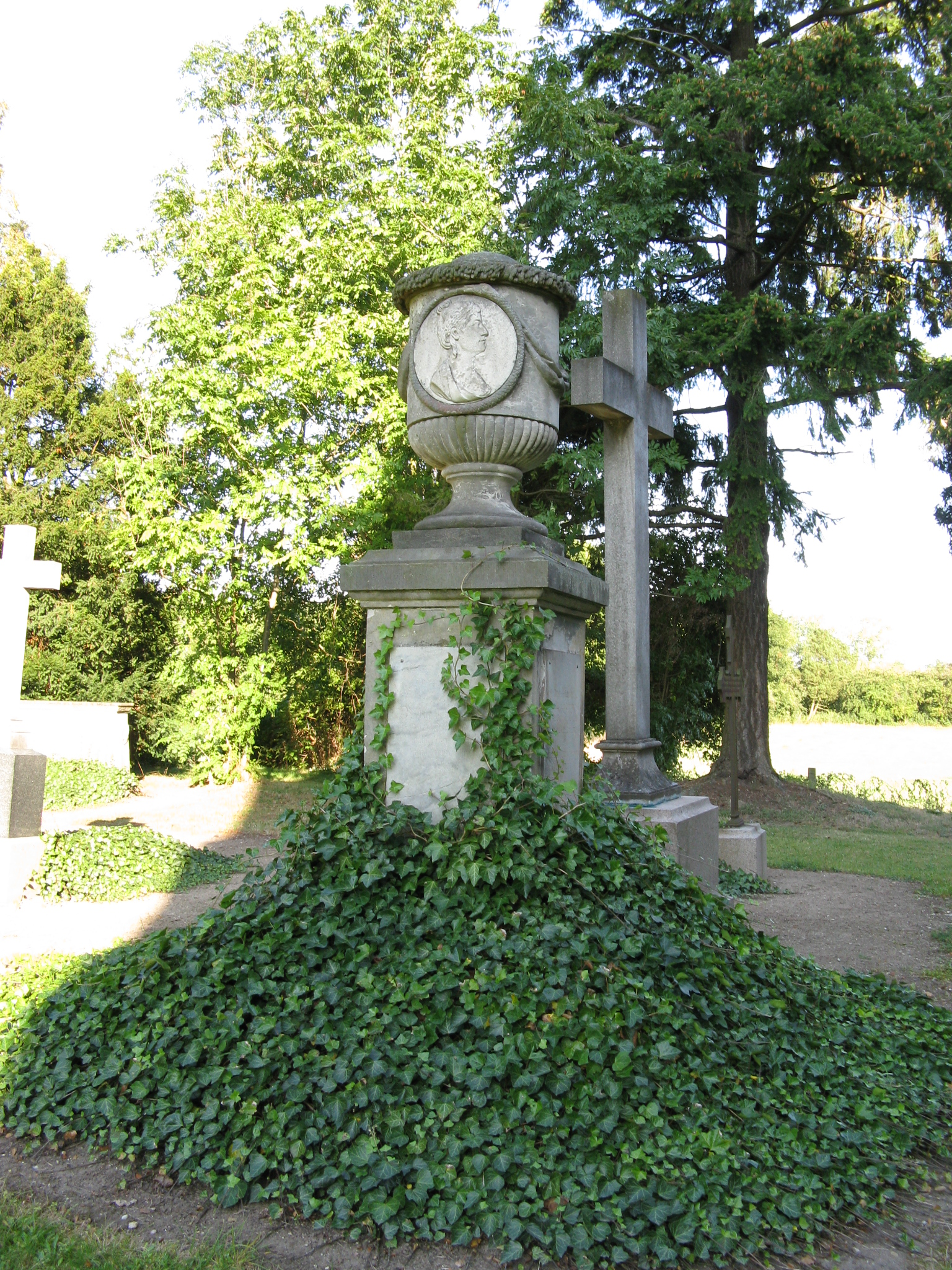
Grabmal C.H. von Oertzen († 1804)

Die Dorfkirche Kittendorf ist klar in die Bauteile Chor, Schiff und Turm gegliedert und zeigt insbesondere in der Choransicht eine wohlproportionierte Gesamtwirkung bei rustikaler Ausführung des Feldsteinmauerwerks. Die Giebel des Chors und des Schiffs sind in Backstein ausgeführt und zeigen reiche Blendengliederungen; der Chorgiebel ist durch ein Kreuz auf vertieftem Grund betont. Der dendrochronologisch auf 1294 datierte Chor wird von einem dreiteiligen, spitzbogigen Fenster im Osten erhellt. Die übrigen Fenster sind zumeist einteilig mit Backsteingewände. Der mächtige Westturm besitzt ein Backsteinobergeschoss und einen steilen, leicht verdrehten Helm aus dem 15. Jahrhundert. Während das Westportal eine neugotische Einfassung zeigt, gibt es am Schiff im Norden und im Süden je ein schlichtes Rücksprungportal. Der Chor wird zusätzlich noch durch ein Portal an der Südseite mit Wulst zwischen eingestellten Säulen erschlossen.
Im Innern wird der Chor durch ein Kreuzrippengewölbe abgeschlossen. Das Langhaus besitzt vier Kreuzrippengewölbe aus dem 15. Jahrhundert über einem Rundpfeiler mit Diensten. Der Chor öffnet sich zum Schiff mit einem spitzbogigen Triumphbogen, an dem noch Reste mittelalterlicher Wandmalerei erhalten sind. Wie bei anderen etwa gleichzeitigen Dorfkirchen aus Feldsteinmauerwerk ist die stilistische Zugehörigkeit zur Gotik vor allem mit der Bauzeit und mit der Verwendung des Spitzbogens zu begründen.
Zur Gemeinde Sülten, die sich vor 1873 zur Kirche Kittendorf hielt, führte ein Kirchweg, ehemals die Dorfstraße nach Oevelgünde; der weitere Weg wurde durch die Großfelderwirtschaft beseitigt.

## Ausstattung
Der Altaraufsatz von 1603 besitzt einen dreigeschossigen architektonischen Aufbau mit Reliefs, die das Leben Christi darstellen. Der Altar wurde um 1751 aus mindestens zwei Altären zusammengesetzt und stark übermalt. 2006 wurde eine Restaurierung vorgenommen. Die Kanzel stammt aus dem Jahr 1596 und ist mit gemalten Darstellungen der Evangelisten und des Salvator mundi in den Feldern des Kanzelkorbs geschmückt. Bemerkenswert als Kombination von Werken verschiedener Stile ist weiter ein Epitaph im Turm aus dem 17. Jahrhundert mit Kreuzigung in Reliefdarstellung und unter Verwendung eines älteren Kruzifixus aus dem 15. Jahrhundert. Mehrere Wappenscheiben mit den Wappen der Familie von Maltzahn sind erhalten. Eine aufwändige Patronatsempore vom Anfang des 17. Jahrhunderts zeigt an der Brüstung gemalte Darstellungen der Tugenden und Wappen zwischen Säulen mit Beschlagwerk.
Zu erwähnen sind weiterhin ein Kronleuchter aus dem 18. Jahrhundert und eine Glocke mit Majuskelinschrift von 1288, die als älteste datierte Glocke in Mecklenburg-Vorpommern gilt. Sie ist besonders wohlklingend und auf den Ton fis1+3 gestimmt. Eine weitere Glocke aus dem 15. Jahrhundert hat den Ton g2+3.
Die liturgische Ausstattung besteht aus zwei silbervergoldeten Kelchen und zwei Dosen aus dem 18. Jahrhundert. Eine weitere Dose aus Silber stammt von 1692. Auf dem umgebenden Friedhof sind mehrere Grabmale der Familie von Oertzen erhalten.